# ۲۰ صفر
۲۰ صفر، بیستمین روز ماه صفر در تقویم هجری قمری است.
در تقویم هجری قمری قراردادی، این روز پنجاهمین روز سال است.

## مناسبت‌ها
- شیعیان: اربعین، بزرگداشت چهلمین روز درگذشت حسین بن علی[۱]

## مراجع
1. ↑  «تقویم رسمی کشور برای سال ۱۳۸۵ هجری شمسی بایگانی‌شده  در ۲۹ سپتامبر ۲۰۰۷ توسط Wayback Machine»، استخراج و تنظیم: شورای مرکز تقویم دانشگاه تهران ـ مؤسسهٔ ژئوفیزیک، مناسبت‌ها از: شورای فرهنگ عمومی. دسترسی در ۲ اکتبر ۲۰۰۶.